# El Dorado Springs
Ne doit pas être confondu avec Eldorado Springs.
El Dorado Springs est une ville américaine située dans le comté de Cedar, dans le Missouri.
Selon le recensement de 2010, El Dorado Springs compte 3 593 habitants. La municipalité s'étend sur 3,10 milles carrés (8,03 km2).

## Personnalités
- Eugene McCown (1898-1966), peintre, pianiste et écrivain américain ayant vécu à Paris dans la décennie 1920, est né à El Dorado Springs.